# ファーザー・コンプレックス
ファーザー・コンプレックスとは、父親に対して子供が強い愛着・執着を持つ状態である。ただしこれは和製英語である。また、ファザコンと略する場合、父親に対して強い愛着・執着を持つ子供自体のことも指すことがある。

## 用語の起源
父親に対する感情はジークムント・フロイトやカール・グスタフ・ユングが語ったが、彼らはファーザー・コンプレックスという用語は使っていない。
初出は明らかでないがマザーコンプレックスの対義語として成立したと言われる。

## 概論
幼児期の父子の愛着形成が未発達なまま成長してしまった場合、その欠乏感を埋めるために父性的な支援または支援者に依存し、ファーザー・コンプレックスが形成されるとされる。

## 関連記事
- 情緒的近親姦
- 親ラブ族